# ワートン郡 (テキサス州)
ワートン郡（英: Wharton County）は、アメリカ合衆国テキサス州の南東部に位置する郡である。2010年国勢調査での人口は41,280人であり、2000年の41,188人から0.2%増加した。郡庁所在地はワートン市（人口8,832人）であり、同郡で人口最大の都市はエルカンポ市（人口11,602人）である。郡名はテキサス初期の政治家ウィリアム・ハリソン・ワートンとジョン・オースティン・ワートンの兄弟に因んで名付けられた。
ワートン郡はその全体でエルカンポ小都市圏を構成している。

## 地理
アメリカ合衆国国勢調査局に拠れば、郡域全面積は1,094平方マイル (2,833 km2)であり、このうち陸地1,090平方マイル (2,823 km2)、水域は4平方マイル (10 km2)で水域率は0.39%である。

### 主要高規格道路
- アメリカ国道59号線
- アメリカ国道90号線代替路
- テキサス州道60号線
- テキサス州道71号線

### 隣接する郡
- オースティン郡 - 北
- フォートベンド郡 - 北東
- ブラゾリア郡 - 東
- マタゴルダ郡 - 南東
- ジャクソン郡 - 南西
- コロラド郡 - 北西

## 人口動態

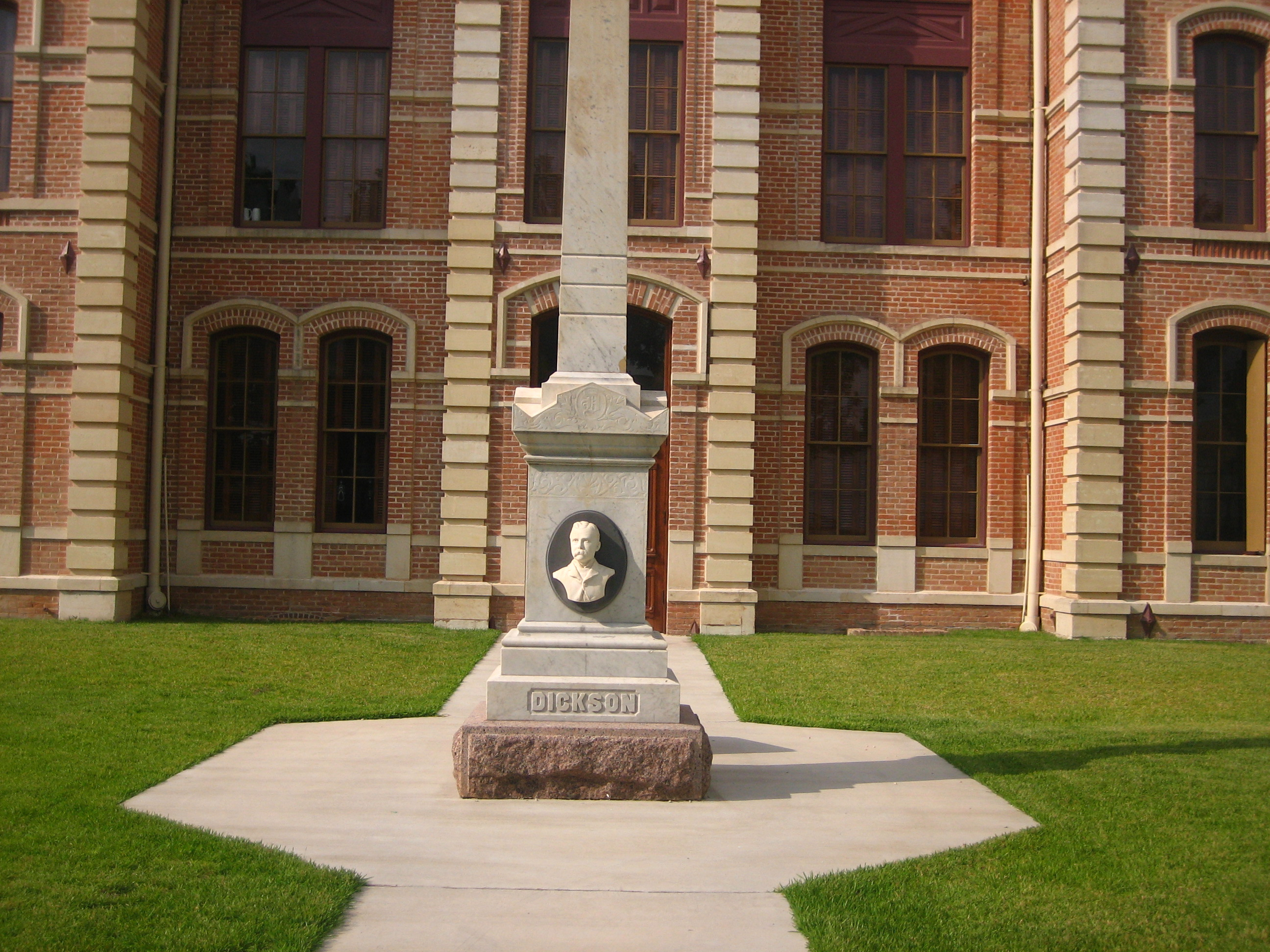
郡保安官ハミルトン・B・ディクソンの記念碑、1880年代に保安官を務め、任務中に待ち伏せで殺された

以下は2000年国勢調査による人口統計データである。
| 基礎データ - 人口: 41,188人 - 世帯数: 14,799 世帯 - 家族数: 10,744 家族 - 人口密度: 15人/km2（38人/mi2） - 住居数: 16,606軒 - 住居密度: 6軒/km2（15軒/mi2） 人種別人口構成 - 白人: 69.01% - アフリカン・アメリカン: 14.95% - ネイティブ・アメリカン: 0.37% - アジア人: 0.31% - 太平洋諸島系: 0.06% - その他の人種: 13.65% - 混血: 1.64% - ヒスパニック・ラテン系: 31.29% 先祖による人口構成 - チェコ系：12.8% - ドイツ系：11.0% - アメリカ人：7.0% 言語による人口構成 - 英語：73.8% - スペイン語：24.0% - チェコ語：2.0% 年齢別人口構成 - 18歳未満: 28.7% - 18-24歳: 9.3% - 25-44歳: 26.5% - 45-64歳: 21.5% - 65歳以上: 13.9% - 年齢の中央値: 35歳 - 性比（女性100人あたり男性の人口） - 総人口: 96.9 - 18歳以上: 92.7 | 世帯と家族（対世帯数） - 18歳未満の子供がいる: 35.7% - 結婚・同居している夫婦: 55.5% - 未婚・離婚・死別女性が世帯主: 12.5% - 非家族世帯: 27.4% - 単身世帯: 24.4% - 65歳以上の老人1人暮らし: 12.4% - 平均構成人数 - 世帯: 2.73人 - 家族: 3.26人 収入と家計 - 収入の中央値 - 世帯: 32,2081米ドル - 家族: 39,919米ドル - 性別 - 男性: 30,480米ドル - 女性: 20,101米ドル - 人口1人あたり収入: 15,388米ドル - 貧困線以下 - 対人口: 16.5% - 対家族数: 13.3% - 18歳未満: 18.5% - 65歳以上: 17.7% |

## 奴隷制度の遺産
1860年代に作成され、アメリカ陸軍が負傷者のために配布した地図は、1860年国勢調査に基づき、ワートン郡住民の80.9%が奴隷であり、州内の単一の郡としては最高率だったことを示している。

## 都市と町

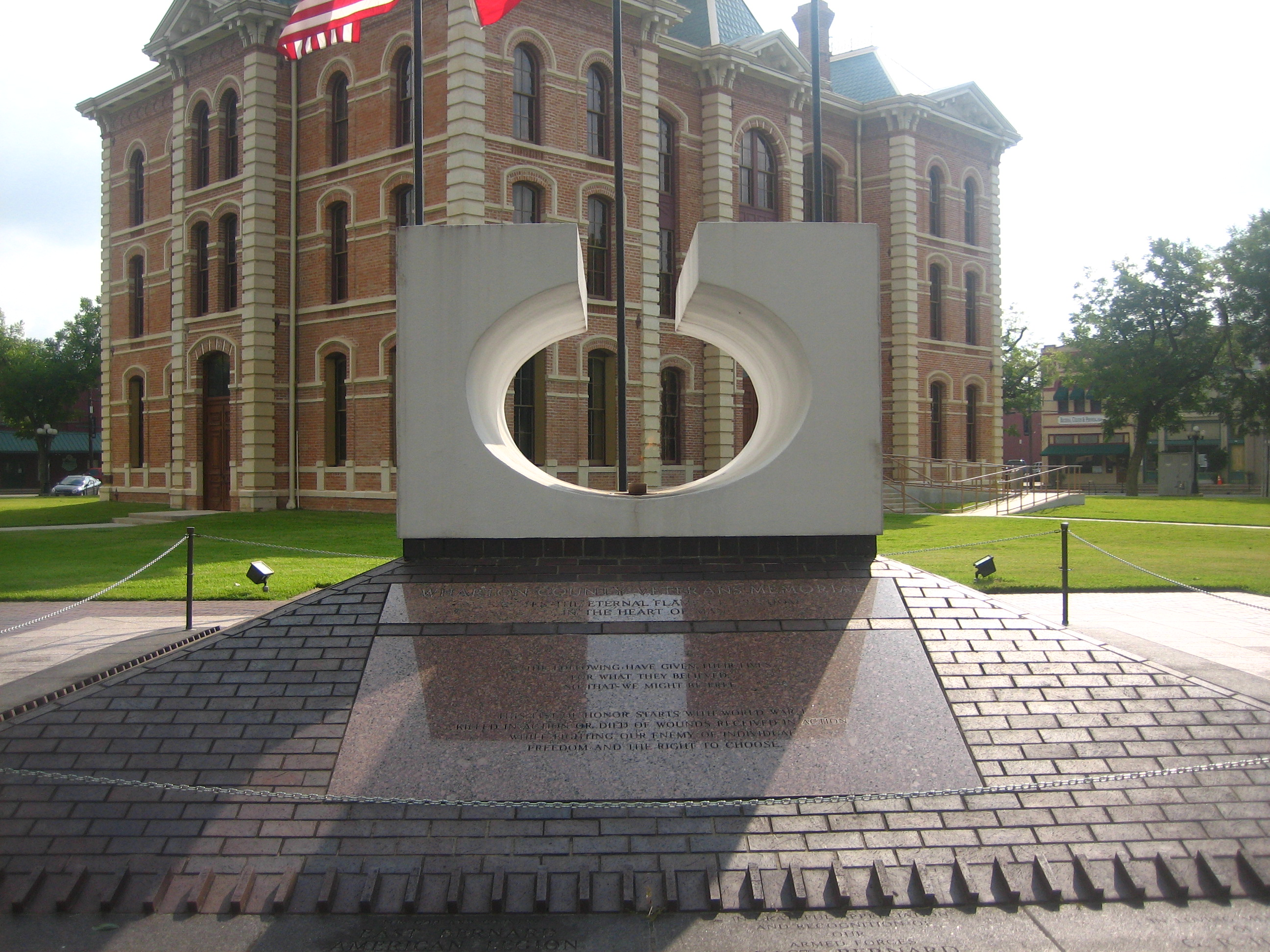
郡庁舎前の退役兵記念碑と永遠の火

- エルカンポ
- ワートン - 郡庁所在地
- イーストバーナード

### 国勢調査指定地域
- ボーリング・イアゴ
- ハンガーフォード
- ルイーズ

### 未編入の町
- ボーナス
- ニューガルフ
- グレンフロラ
- イージプト
- ヒリエ
- レーンシティ
- リッシー
- ピアース
- スパニッシュキャンプ

## 交通
一般用途空港であるエルカンポ市民空港はエルカンポ市の南西、郡内の未編入領域にある。ワートン地域空港もワートン市内最南西部にある。
現在計画中のトランス・テキサス・コリダーの TTC-69路線が郡内を通ることになる。